# Menaspiformes
Die Menaspiformes sind eine ausgestorbene Ordnung der Knorpelfische (Chondrichthyes), die vom Unterkarbon bis zum Oberperm im Fossilbericht auftreten.

## Taxonomie
Die Ordnung der Menaspiformes umfasst drei Familien (mit insgesamt sechs Taxa), die Deltoptychiidae, die Menaspidae und die Traquairiidae. Carroll (1988) sieht jedoch die Deltoptychiidae nicht als eigene Familie an, sondern rechnet ihre einzige Gattung Deltoptychius zu den Menaspidae. Die Traquairiidae mit ihrer einzigen Gattung Traquairius bereiten aufgrund ihrer besonderen Merkmale ebenfalls taxonomische Schwierigkeiten in ihrer Zuordnung zu den Menaspiformes.
Die genaue taxonomische Untergliederung der Menaspiformes ist generell schwierig und umstritten. So sieht Ortlam beispielsweise in Menaspis überhaupt keinen Knorpelfisch, sondern einen arctolepiden Arthrodira. Sollte sich dies bewahrheiten, so hätte dieses altertümliche Taxon bis in den Zechstein 1 (Kupferschiefer) fortbestanden.

## Merkmale
In ihrer Bezahnung ähneln die  Menaspiformes sehr den Chimaeriformes (Seekatzen), zeigen aber ansonst sehr unterschiedliche Merkmale. Im Hinterteil des Kiefers befinden sich große Zahnplatten, die zum Vorderende hin von einer Reihe kleiner Zähnchen begleitet werden. Letztere dienen wie bei den heutigen Haien dem Zahnersatz. Ihr Körper ist dorsoventral abgeflacht. Rückenflossen sind nicht vorhanden, da die unterstützenden Gräten im Unterschied zu anderen Knorpelfischen fehlen. Auf der rückwärtigen Kopfoberseite besitzen die Tiere einen Hautpanzer (in etwa vergleichbar mit dem der Placodermi/Arthrodira), der mit sehr kleinen kegelförmigen Fortsätzen bewehrt ist. Der Hautpanzer formt an seinem Vorderende ein Paar flügelartiger Erweiterungen. Bei Menaspis sitzen darunter noch drei Paar nach hinten gebogener Dornfortsätze (Englisch cephalic spines), die wahrscheinlich defensive Aufgaben hatten. Neben den Hautpanzern werden die Tiere von sich überlappenden Schuppen bedeckt, die in einem recht komplizierten Muster angeordnet sind. Über den Rücken verlaufen zwei Reihen sehr großer Schuppen. Die einzelnen Schuppen sind zyklomorial aufgebaut. Bei Traquairius beschränkt sich die Panzerung nur auf den Schädelbereich.
Anmerkung: Es bestehen deutliche Unterschiede in der Interpretation der Flügel- und Dornenfortsätze. Diese beruhen auf der Schwierigkeit, die korrekte Position des Fossils (ob Unter- oder Oberseitenlage) zu ermitteln.

## Lebensweise
Die Menaspiformes waren recht kleine, nektobenthisch (im bodennahen freien Wasser) lebende Tiere, Menaspis beispielsweise wurde nicht größer als 25 Zentimeter und Traquairius agkistrocephalus dürfte 45 Zentimeter erreicht haben. Wahrscheinlich hielten sie sich in nicht allzu großer Wassertiefe auf und jagten kleine Wirbeltiere.

## Vorkommen
- Australien
- Deutschland:
  - Halle
  - Lonau
  - Rossenray[3]
  - Uffeln
- Schottland
- Vereinigte Staaten